# Triceratorhynchus
Triceratorhynchus – rodzaj roślin z rodziny storczykowatych (Orchidaceae). Rośliny występują w Burundi, Kamerunie, Kenii, Rwandzie, Ugandzie.

## Morfologia
PokrójEpifityczne rośliny zielne o krótkich, wielolistnych pędach.
LiścieDwurzędowe, równowąskie, z asymetrycznym wcięciem na wierzchołku.
KwiatyZebrane w rozpostarte, wydłużone, luźne kwiatostany kilku lub wielokwiatowe. Kwiaty małe, szypułkowe o listkach okwiatu podobnych do siebie w obu okółkach, wolnych. Warżka nieznacznie trójłatkowa, wygięta u nasady jajowata i zaostrzona, z nitkowatą ostrogą o długości podobnej lub większej od pozostałej części warżki. Prętosłup krótki i mięsisty. Pylnik wypukły, półkulisty. Dwie jajowate pyłkowiny z dwoma bardzo krótkimi i cienkimi uczepkami oraz dwiema tarczkami.

## Systematyka
Rodzaj sklasyfikowany do podplemienia Angraecinae w plemieniu Vandeae, podrodzina epidendronowe (Epidendroideae), rodzina storczykowate (Orchidaceae), rząd szparagowce (Asparagales) w obrębie roślin jednoliściennych.
Wykaz gatunków
- Triceratorhynchus comptus (Summerh.) Szlach., Oledrz. & Mytnik
- Triceratorhynchus sonkeanus (Droissart, Stévart & P.J.Cribb) Szlach., Oledrz. & Mytnik
- Triceratorhynchus viridiflorus Summerh.